# 伊斯梅尔·阿比洛夫
伊斯梅尔·阿比洛夫（1951年6月9日—），保加利亚男子摔跤运动员。他曾代表保加利亚参加1976年和1980年夏季奥林匹克运动会摔跤比赛，其中1980年奥运会获得一枚金牌。